# Entibación

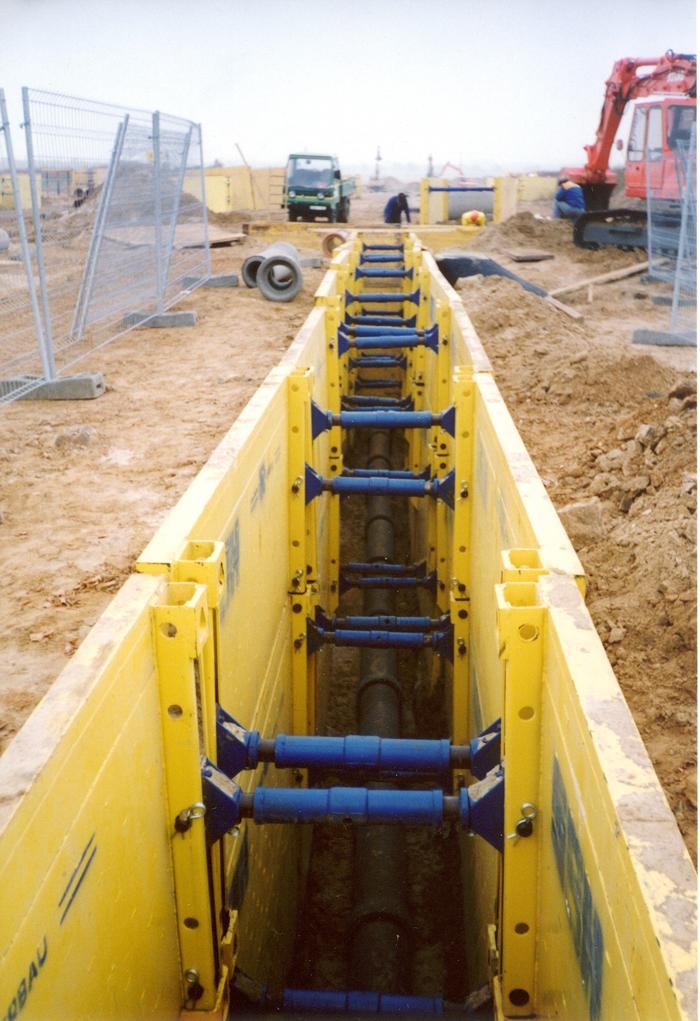
Cajas de apuntalamiento de zanjas

La entibación es un tipo de estructura de contención provisional, empleada habitualmente en construcción e ingeniería civil.
Se crea mediante tablones de madera o elementos metálicos y placas cuadradas, de dimensiones que rondan un metro por un metro. Hay también paneles de mayores dimensiones ya montados.
Se emplean en zanjas o desmontes provisionales.
Debido a la elevada flexibilidad de las entibaciones, necesitan elementos de soporte o codales.
A veces pueden tensarse mediante husillos, que son unos mecanismos que permiten el tensado de las barras mediante la aplicación de un giro a un elemento con rosca.
No son impermeables, y al igual que los muros hechos por bataches, no penetran en el terreno. Por eso, se ha de rebajar el nivel freático empleando una red de drenaje o pozos puntuales, well-points (en inglés). Estos pozos se emplean sólo en terrenos con elevada permeabilidad. En suelos arcillosos no son necesarios.
- Datos: Q1540776